# Retten i Nykøbing Falster
Retten i Nykøbing Falster er en byret i Nykøbing Falster. Retskredsen for retten dækker Lolland, Guldborgsund og Vordingborg Kommune.
Retten har en retspræsident og otte dommere og behandler særligt mange fogedsager.
Retten har til huse Vestensborg Allé 8 i Nykøbing Falster i en bygning på 4.500 m2 opført i 1951. I 1995 blev den ombygget til kontorer, og i 2007 flyttede retten ind. I 2011 blev bygningen købte PensionDanmark bygningen af Ejendomsselskabet Vestensborg Allé, der ejes af Nobel-familien. PensionDanmark ejer også Retten i Hillerød, Helsingør, Hjørring og Næstved og udlejer bygningen i Nykøbing Falster til retten frem til 2024.
Giuseppe Scocozza har været retsassessor (dommerfuldmægtig) i Retten i Nykøbing Falster.